# Troupe de protection du Sud-Ouest africain allemand
La Troupe de protection impériale du Sud-Ouest africain allemand est le nom officiel d'une force coloniale que l'Empire allemand maintient dans sa colonie du Sud-Ouest africain allemand . Lors du soulèvement des Héréros et Namas en 1904, elle est tenue pour responsable de nombreux crimes de guerre. Durant la Première Guerre mondiale, la Force de protection est vaincue par les troupes de l'Union d'Afrique du Sud en 1915.

## Fondation
Le 1er mai 1883, pour le compte du marchand de tabac de Brême Adolf Lüderitz, l'assistant marchand de 22 ans Heinrich Vogelsang (de) acquiert la baie d'Angra Pequena, l'actuelle baie de Lüderitz (de), ainsi que cinq milles (de) de l'arrière-pays du peuple Nama à Bethanien. Le 24 avril 1884, Bismarck télégraphie au consul allemand au Cap que le « pays de Lüderitz (de) » est sous la protection de l'Empire allemand.
Entre octobre 1888 et juillet 1889, à la suite d'un différend entre les Witboois (de) et les Héréros, le commissariat allemand est expulsé et l'exercice allemand de la souveraineté sur l'Okahandja est interrompu. La force de protection fondée par la suite par la Société coloniale allemande du Sud-Ouest africain (de) est composée de 21 soldats, de huit membres actifs de l'armée impériale et de 13 volontaires sous le commandement de Curt von François.
Le 3 mai 1894, un décret du Cabinet impérial détermine que la force de protection qui est auparavant subordonnée à la société coloniale doit désormais s'appeler Force de protection impériale du Sud-Ouest africain allemand. La création officielle de la force de protection du Sud-Ouest africain allemand a finalement lieu grâce à la loi du Reich du 9 juin 1895. La réglementation globale des relations juridiques des troupes de protection impériales dans les zones protégées africaines mentionnées est réalisée par la loi impériale des 7/18 juillet 1896 (RGBl. p. 653) (Loi sur les forces de protection). L'entretien de ces troupes relève de la responsabilité de la zone protégée en question (Loi impériale sur les revenus et les dépenses des zones protégées du 30 mars 1892, RGBl. p. 369).

## Positionnement et structure
La force de protection commandée à Windhoek compte 90 officiers, 22 médecins, 9 vétérinaires, 59 fonctionnaires, artificiers, 342 sous-officiers et 1 444 soldats allemands.
- Tribunal du commandement, de la direction, du cabinet médical et du corps d'enquête
- Commandement du district nord de Windhoek
  - 1re compagnie : Regenstein (de), Seeis (de)
  - 4e compagnie (MG) : Okanjande
  - 6e compagnie : Outjo et Otavi
  - 2e batterie : Johann-Albrechts-Höhe
  - 1er trafic du train : Karibib
  - Bureau de mise à disposition : Karibib
  - Dépôt de chevaux : Okawayo
  - Dépôt d'artillerie et du train : Windhoek
  - Hôpital : Windhoek
  - Dépôt médical principal : Windhoek
  - Dépôt de vêtements : Windhoek
  - Commandement local : Windhoek
  - Bureau local de commandement et de ravitaillement : Swakopmund
- Commandement du district sud : Keetmanshoop
  - 2e compagnie : Ukamas (de)
  - 3e compagnie : Kanus
  - 5e compagnie (MG) : Chamis et Churutabis
  - 7e et 8e compagnies : Gochas (de) et Arahoab (de) (chameliers et mitrailleuses), hôpital.
  - 1re batterie : Narubis (de)
  - 3e batterie : Kranzplatz (de) près de Gibeon
  - 2e train de circulation : Keetmanshoop
  - Dépôt d'artillerie et de trains : Keetmanshoop
  - Hôpital et dépôt médical : Keetmanshoop
  - Dépôt de vêtements : Keetmanshoop
  - Bureau de mise à disposition : Keetmanshoop
  - Administration de garnison : Keetmanshoop
  - Dépôt de chevaux : Aus
  - Haras de chameaux : Kalkfontein
  - Bureau local de commandement et de ravitaillement : Baie de Lüderitz (de)

### Structure avant la Première Guerre mondiale

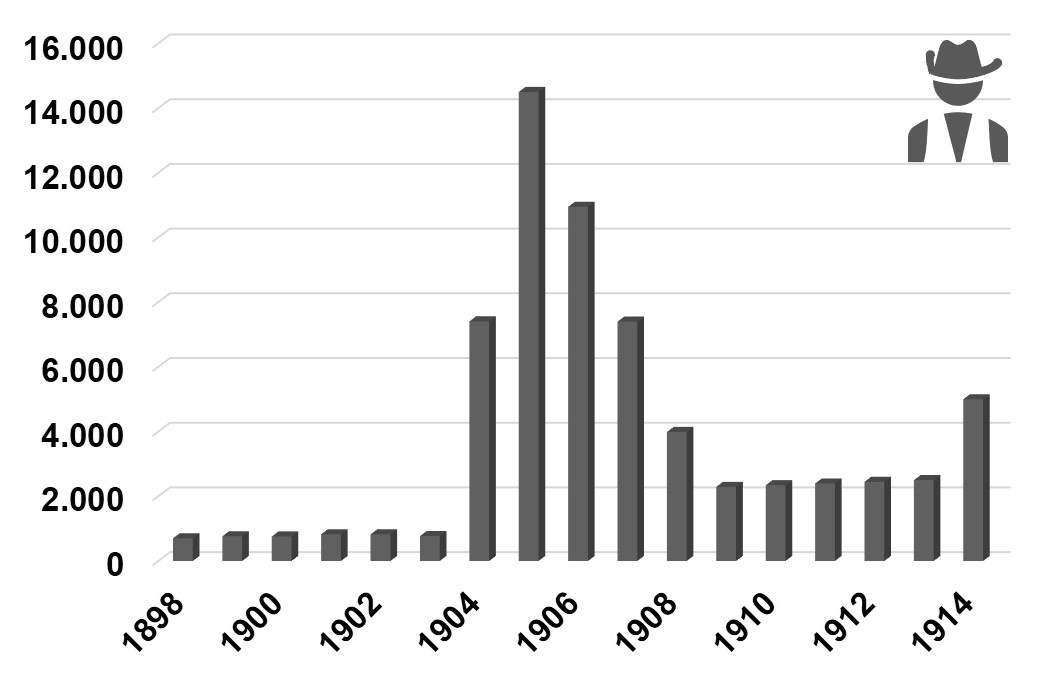
Nombre de membres de la force de protection du Sud-Ouest africain allemand (1898-1914)

Vers 1900, la force de protection du Sud-Ouest africain allemand compte environ 800 hommes. Ce nombre est passé à plus de 14 000 soldats en 1905 en raison de la guerre contre les Héréros et les Namas. Par la suite, les effectifs sont considérablement réduits, à un peu plus de 2 000 soldats. Ce nombre est à peu près doublé en 1914 par les réservistes et les volontaires
Peu avant la Première Guerre mondiale, la force de protection du Sud-Ouest africain allemand est composée de 6 officiers d'état-major, 13 capitaines, 70 premiers lieutenants et sous-lieutenants, 2 officiers des feux d'artifice, 9 officiers vétérinaires, 1 conseiller de la cour martiale, 1 secrétaire de la cour martiale., 2 conseillers surintendants, 5 secrétaires surintendants, 1 secrétaire surintendant construction, 4 Inspecteurs du bureau des provisions, 2 inspecteurs du département de l'habillement, 2 pharmaciens d'état-major, 1 dentiste, 1 inspecteur d'armes, 11 maîtres d'armes, 4 surveillants de magasins, 20 sous-payeurs, 5 chefs pompiers et artificiers, 2 maîtres d'attelage, 342 sous-officiers et 1 444 soldats. hommes. La force de protection est divisée en 9 compagnies, 3 batteries et 2 pelotons de transport. Il y a aussi des serviteurs africains des soldats, appelés bambous

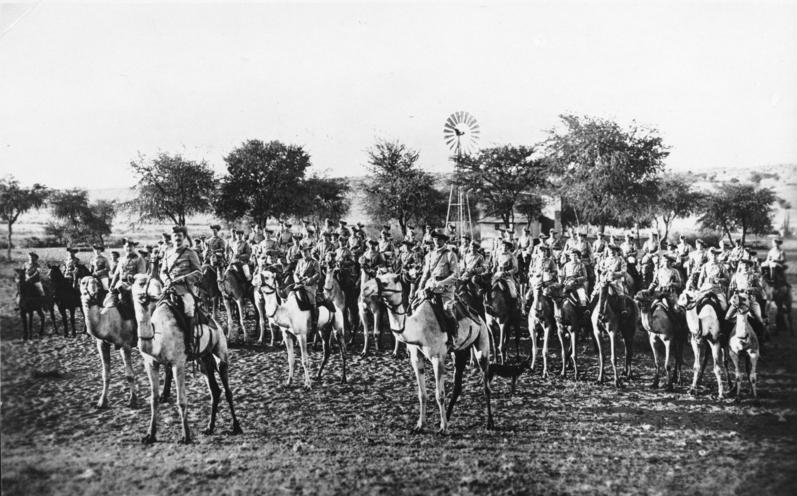
Compagnie de chameaux de la force de protection allemande du Sud-Ouest africain allemand

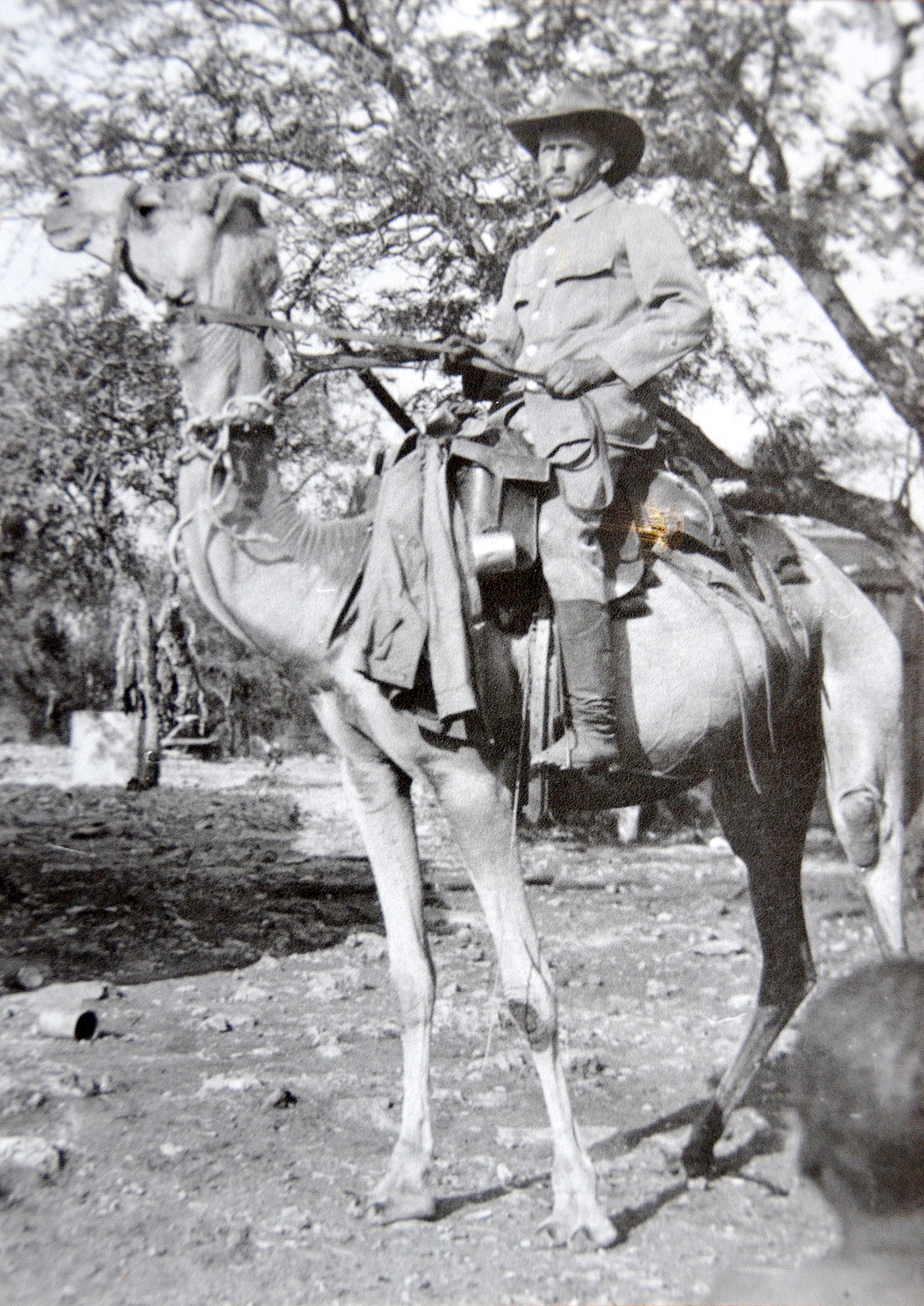
Gottlob Ludwig Haussmann, chamelier de la Troupe de protection allemande en Sud-Ouest africain allemand

Parmi les troupes de protection allemandes, la troupe de chameaux, créée en 1907 sur proposition de Friedrich von Erckert (de), est une particularité. Il est destiné aux opérations militaires dans les déserts pauvres en eau de la zone protégée. Les premiers chameaux (dromadaires) sont introduits en provenance des îles Canaries et du Soudan. Le noyau des troupes est finalement constitué des 7e et 8e compagnies de la force de protection du Sud-Ouest africain allemand. Un élevage de chameaux est créé près de Kalkfontein pour l'élevage et le dressage

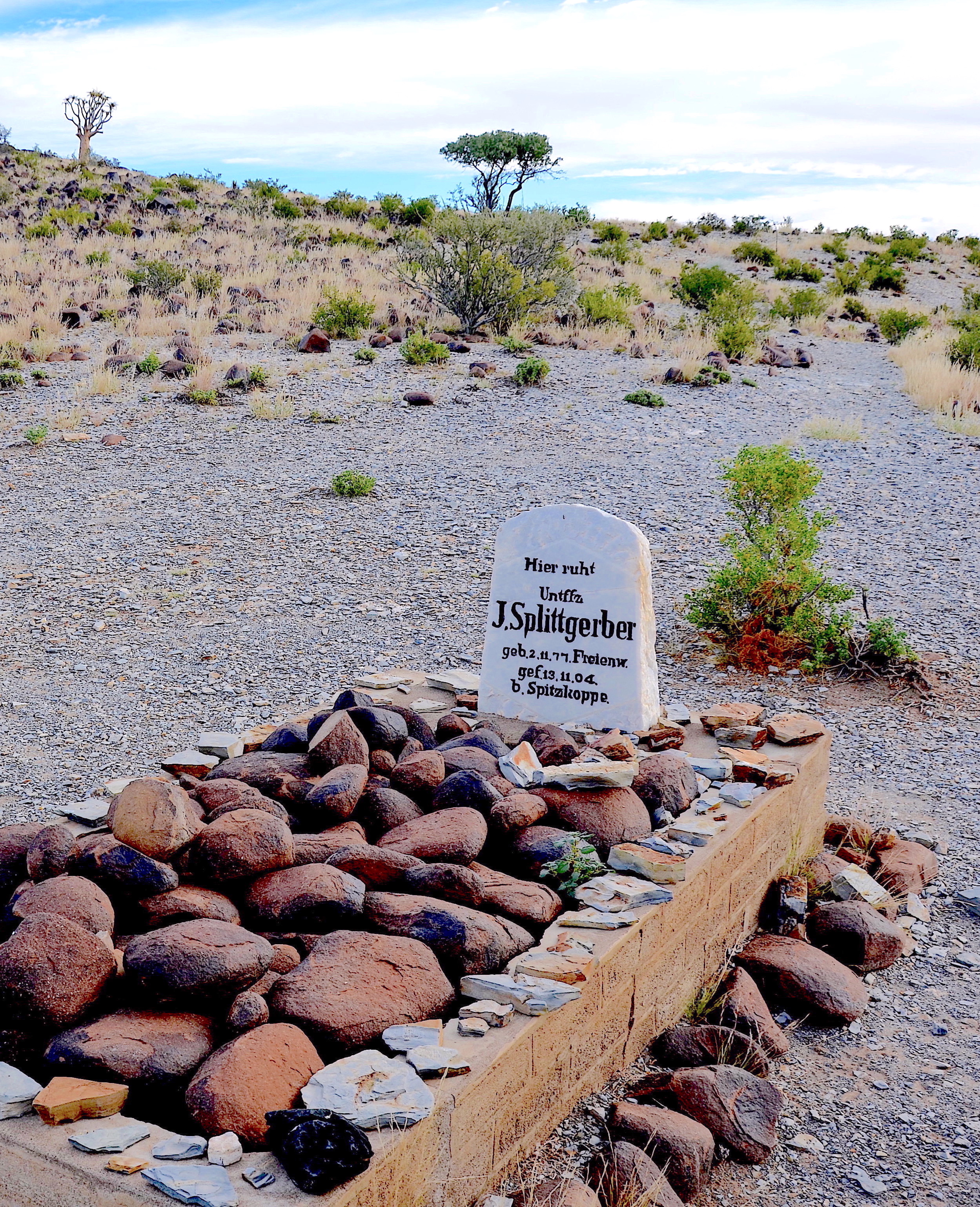
Tombe d'un soldat de protection allemand tué près de Keetmanshoop, peu après le déclenchement du soulèvement Nama en 1904

## Première Guerre mondiale et fin

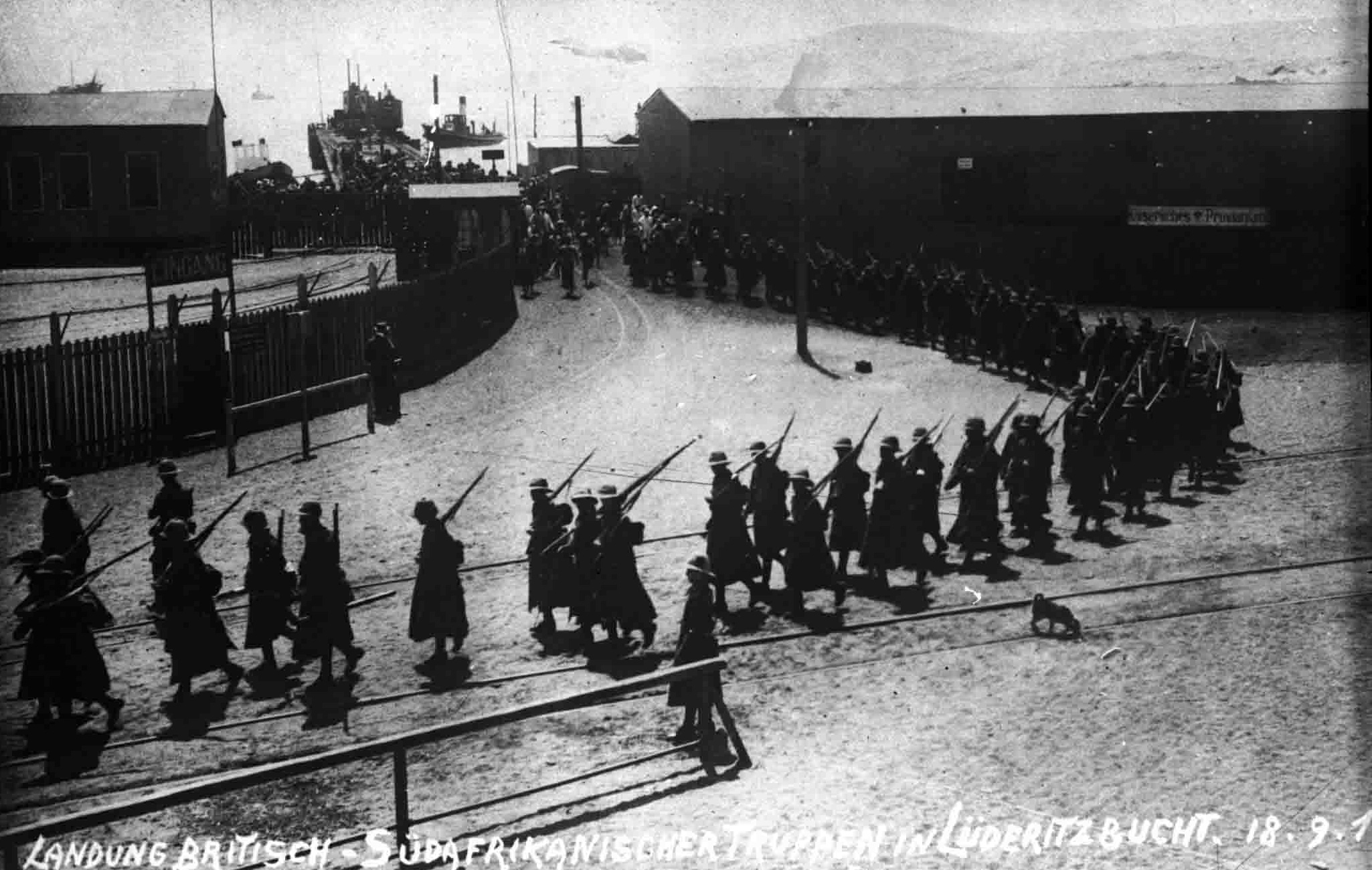
Débarquement des troupes sud-africaines dans la baie de Lüderitz, septembre 1914

La nouvelle du déclenchement de la Première Guerre mondiale le 1er août 1914 parvient le lendemain au Sud-Ouest africain allemand via la liaison radio Nauen–Kamina (de) et la grande station de radio de Windhoek (de), encore en construction. En prévision d'une attaque de l'Union d'Afrique du Sud, alliée de la Grande-Bretagne, la mobilisation est déclarée le 8 août 1914 et une bande de 50 kilomètres de large le long de la frontière avec l'Afrique du Sud est évacuée. Le 9 septembre 1914, le parlement sud-africain décide de participer à la guerre. Le 10 septembre 1914, la partie allemande réussit à occuper l'enclave de Walvis Bay, qui appartient à l'Union sud-africaine. Les premiers affrontements avec les troupes sud-africaines (de) ont lieu le 13 septembre 1914 aux commissariats de Nakop et Ramansdrift. Le 19 septembre, environ 2 000 hommes occupent la baie de Lüderitz (de). Un jour plus tard, un détachement des troupes de l'Union traverse le fleuve Orange mais est repoussé à la bataille de Sandfontein. Les Sud-Africains déplacent ensuite leurs attaques vers la baie de Lüderitz et peuvent avancer de 70 kilomètres à l'intérieur des terres le long de la voie ferrée le 9 novembre. Le commandant allemand Joachim von Heydebreck (de) meurt dans une explosion le 12 novembre 1914. Le 25 décembre 1914, Walvis Bay doit à nouveau être abandonnée en raison des attaques sud-africaines. En mars 1915, les troupes sud-africaines marchent de Walvis Bay vers Keetmanshoop, qui tombe entre leurs mains le 19 avril. Au sud, la force de protection allemande doit céder face à la supériorité de l'ennemi et se replie vers le nord. Début mai, le gouverneur Theodor Seitz transfère sa résidence officielle de Windhoek à Grootfontein

La force de protection allemande est désespérément inférieure aux Sud-Africains en termes de force et d'équipement. Bien qu'elle ait été portée à 5 000 hommes par des marins, des réservistes, des volontaires et des locaux lorsque la guerre éclate, elle est confrontée à 43 000 soldats sud-africains. Les Allemands disposent de deux biplans Aviatik et LFG et de cinq véhicules automobiles, tandis que les Sud-Africains disposent de six avions militaires et de plus de 2 000 véhicules automobiles. Après que les troupes de l'Union ont repoussé les défenseurs allemands de plus en plus loin dans le nord, le gouverneur Seitz propose en vain au général sud-africain Botha un cessez-le-feu le 21 mai 1915. Le 1er juillet, la troupe de protection subit sa défaite définitive lors d'une bataille près d'Otavi, à l'ouest de Grootfontein. Le 9 juillet 1915, le gouverneur Seitz et le lieutenant-colonel Victor Franke (de) signent une déclaration remettant la force de protection allemande à l'Union sud-africaine. La partie active de la force de protection est internée dans un camp près d'Aus ; les réservistes peuvent rentrer en Allemagne. L'armée sud-africaine prend en charge l'administration de la colonie allemande. En octobre 1919, la dissolution de toutes les troupes de protection en Allemagne est officiellement ordonnée.

## Commandants de la troupe de protection du Sud-Ouest africain allemand

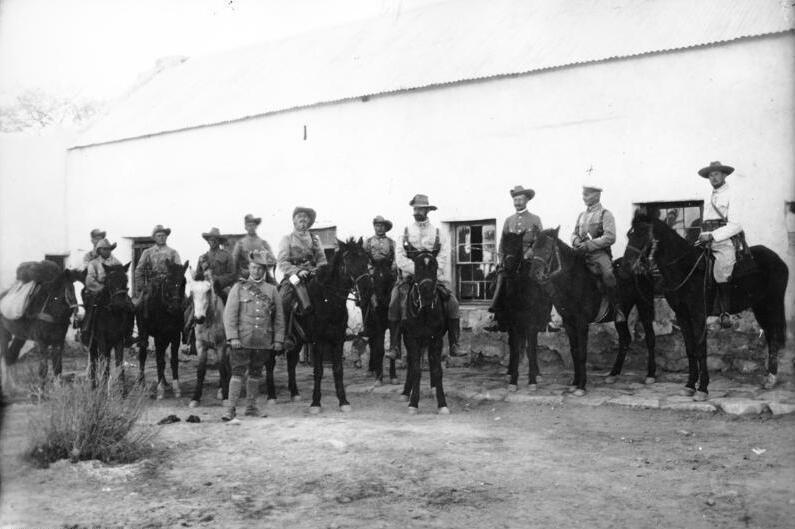
État-major de Ludwig von Estorff, commandant de la troupe de protection jusqu'en 1911

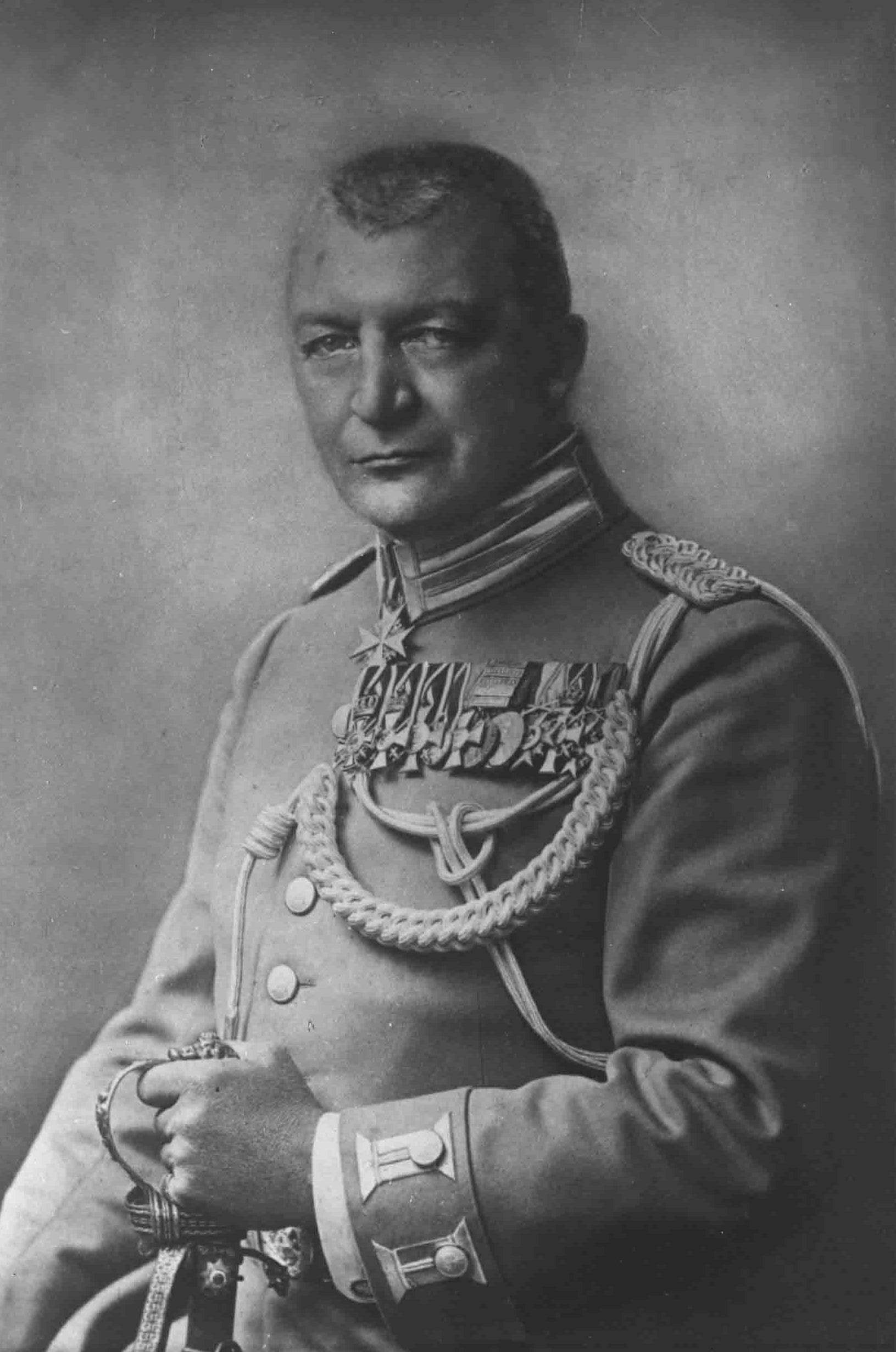
Victor Franke, commandant de la troupe de protection de novembre 1914 à juillet 1915

- Major Curt von François (1er juin 1894 - 6 janvier 1895)
- Oberst Theodor Leutwein (10 novembre 1897 - 16 mai 1904)
- Generalleutnant Lothar von Trotha (17 mai 1904 - 19 novembre 1905)
- Oberst Cai Theodor Dame (de) (19 novembre 1905 - 22 mai 1906)
- Generalmajor Berthold von Deimling (22 mai 1906 - 31 mars 1907)
- Oberst Ludwig von Estorff (1er avril 1907 - 19 mars 1911)
- Oberstleutnant Joachim von Heydebreck (de) (19 novembre 1912 - 12 novembre 1914, accident mortel)
- Oberstleutnant Victor Franke (de) (13 novembre 1914 - 9 juillet 1915, capitulation)